# Ska-punk
A ska-punk egy olyan hangszeres műfaj, amely a ska és a punk összeolvadásával jött létre és olyan zenei stílusokra vezethető vissza, mint a ska, reggae, jazz, punk-rock, pop-punk és hardcore punk.

## Ska-punk – a kezdetek
E mixelt stílus már az 1970-es években is ismert volt, olyan nevekkel fémjelezve, mint a The Specials, The Beat vagy a The Selecter. Igazán népszerű azonban csak 1980-as és az 1990-es évekre lett, mind az Egyesült államok, mind Európa területén. A ska harmadik hulláma alatt, rengeteg olyan zenekar formálódott, akik már az új stílus jegyében zenéltek, vagyis ska-punkot játszottak. A 90-es években pedig már nem csak amerikai együttesek voltak népszerűek a műfajon belül, hanem európaiak is. Ilyen például a Ska-P, akik már spanyolul énekelnek, rengeteg nem spanyol ajkú rajongójuk van és világszerte koncerteznek hatalmas sikerrel.
Számos külföldi zenekar tört be azóta a médiába; nem kis rajongótábort építve maguk köré. Ilyen például az Operation Ivy, vagy a The Mighty Mighty Bosstones, akik a Spinédzserek című filmben is bizonyították tehetségüket. Egyéb ska-punk zenekarok is szerepeltek mozifilmekben, ilyenek például a Less Than Jake, vagy a Reel Big Fish.
A legnagyobb közönségsikert elérő a ma már ska-punk zenekarnak nem igen nevezhető No Doubt, akik mindent elértek ebben a szakmában amit lehet. Platina lemezek, világkörüli turnék; sőt, az együttes énekesnője Gwen Stefani, jelenleg szólóban a pop szakmában tevékenykedik.

## A zenéről
- A stíluson belül használt hangszerek a teljesség igénye nélkül a következők:
  - elektronikus gitár
  - basszusgitár
  - trombita
  - szaxofon
  - harsona
  - dob
  - orgona

Egy ska-punk együttes igen változatos talajon mozoghat, hiszen eldönthetik, hogy inkább a ska, vagy a punk irányába mozdulnak el. Egy ska-punk zenekar annál érdekesebb és különlegesebb zenét tud csinálni, minél több tagból áll a zenekar. Főleg a fúvósok tudják igazán feldobni a hangzást, ám mint minden zenei műfajnál, itt is a valódi zenei tudás a mérvadó.

## A magyar ska-punk
Magyarországon a punk zene csúcskorszaka a rendszerváltás előttre tehető. Az 1980-as években a lázadás, a beletörődni nem akarás és az elnyomástól való félelem mozgatta a punk zenét hallgató fiatalokat. A néha botrányos öltözködés, a felnyírt, színes haj és a bakancs, csak eszközök voltak, de semmiképpen sem cél, mint, ahogy ez napjainkban történik. A rendszer elleni lázadás és a szabadság íze fűtötte a zenészeket és a közönségüket; ki akartak törni és nagyon nem tetszett nekik az aktuálpolitikai helyzet. Olyan zenekarok, mint például a CPg (Come on Punk group), éveket töltöttek börtönben provokatív dalszövegeik miatt, majd el is kellett hagyniuk az országot.
Napjainkban a punk zene már elvesztette aktualitását, és valódi célja sajnos sokszor nincs. Kevés olyan magyar zenekar van a palettán, akik mondandójukkal a változásért küzdenek és nem csak megbotránkoztatni szeretnének.
A ska-punk zenekarok ideológiája hasonló; különbség mindössze a már említett zenei finomságokban, illetve a hangszerek terén van.
Ismertebb hazai zenekarok:
- Kötelező Közhelyek
- Aurora
- Hétköznapi csalódások
- Pannonia Allstars Ska Orchestra
- Fekete Teve
- Boogie Mamma
- Skafunderz
- Guzzler
- Malacka és a Tahó
- Honeyball
- Testi Egyenleg Ska Kollektíva
- Take A Break Archiválva 2008. június 23-i dátummal a Wayback Machine-ben
- Macskanadrág
- mar del mar